# پرستودریایی پیشانی‌سیاه
پرستودریایی پیشانی‌سیاه (نام علمی: Chlidonias albostriatus) نام یک گونه از تیرۀ کاکاییان است.

## نگارخانه

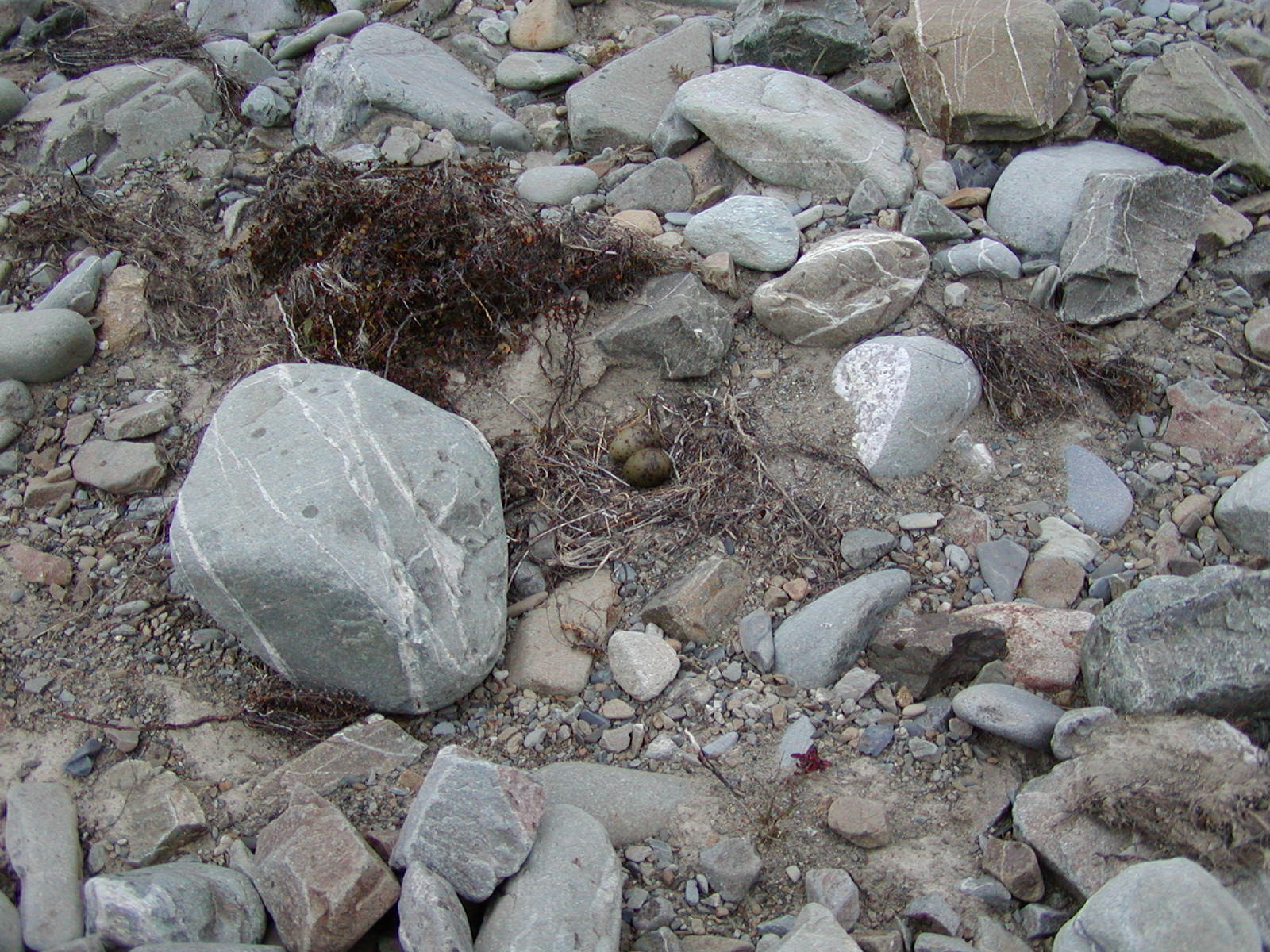
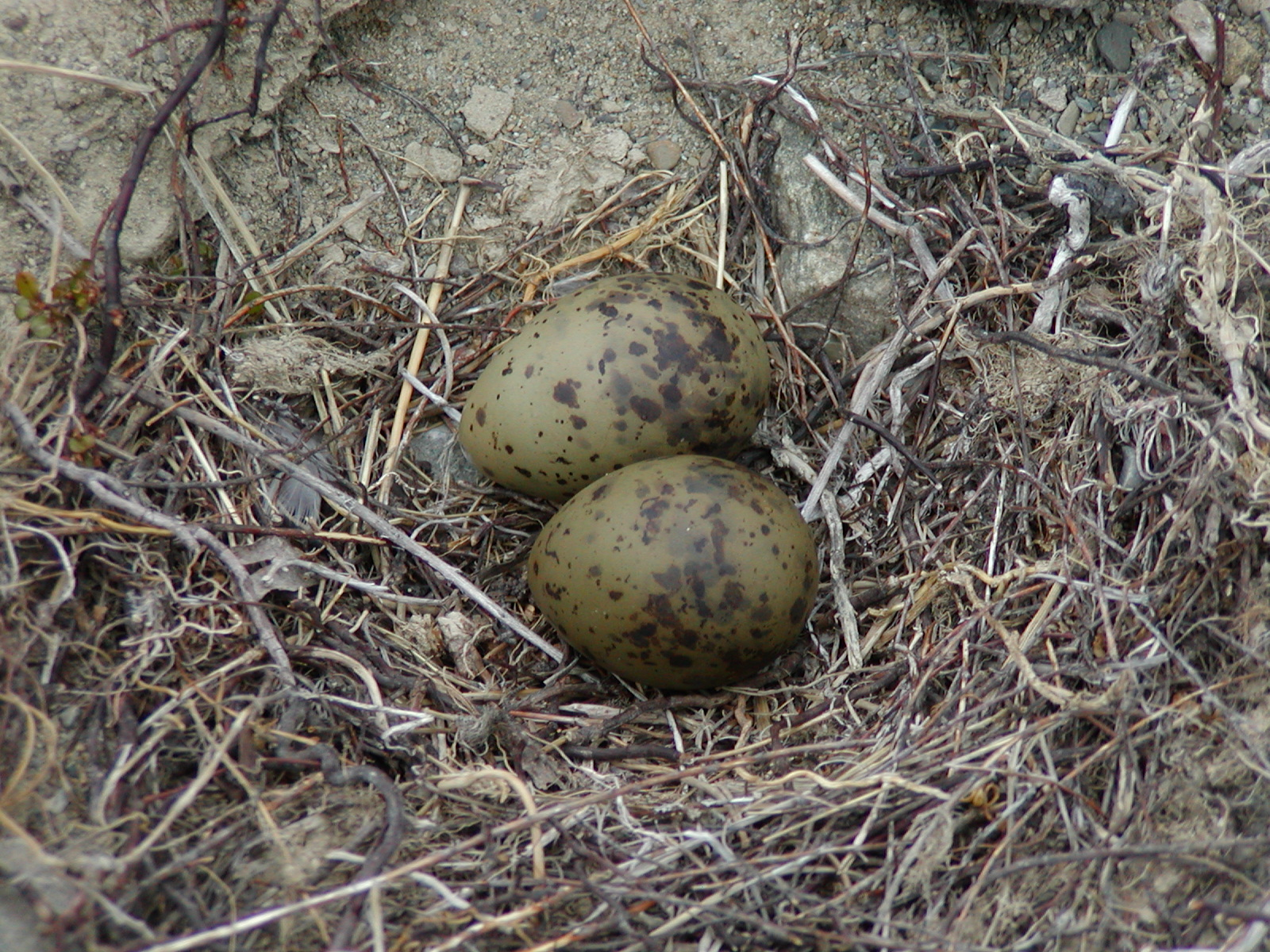